# Eva Kristina Olsson
Eva Kristina Olsson, född 1958 i Stockholm, är en svensk poet, filmare, koreograf och performanceartist. Hon är utbildad i klassisk balett och modern dans. Hon har studerat teater, religion, litteratur och filosofi. 1969 medverkade hon som dottern Anna i Arne Törnqvists pjäs Carl XVI Joseph, regi Mimi Pollak, i uppsättning på Dramaten. 1977 studerade hon engelska i Cambridge. Under 80-och 90-talen medverkade EKO i koreografier av Björn Elisson, Per Jonsson m.fl. EKO har varit medlem i Surrealistgruppen i Stockholm. 2017 mottog Olsson Erik Lindegren-priset och 2018 nominerades Olsson till Sveriges Radios Lyrikpris för Det ängelsgröna sakramentet.

## Filmer och performances i urval
- Obild (1989)
- Klänningen (1991)
- Vilande kötthjärta (1993) i samarbete med koreograf Björn Elisson
- Mänskoförstörelse (2003)
- Zinkgraven (2006)
- Ejderpuppan (2014) i samarbete med Emma Lundenmark och Giuliano Medici
- Niobes labyrint (2017)